# Бичур (село)
Бичур (Бичурское) — село в Артёмовском муниципальном округе Свердловской области, Россия.

## Географическое положение
Село Бичур муниципального образования «Артёмовский муниципальный округ» расположено в 30 километрах (по автодороге в 42 километрах) к северу-северо-востоку от города Артёмовский, на правом берегу реки Бичур (левый приток реки Бобровка, бассейн реки Ирбит). В селе имеется пруд. Местность — ровная, болотистая, поросшая сосновым лесом. Обилие растительности делает местность довольно благоприятной для здоровья жителей. Почва частично чернозёмная, частично глинистая.

## История села
Название села произошло от того, что первым жителем местности, где позже оно образовалось, был сосланный татарин из деревни Бичур Оренбургской губернии за отцеубийство. По второй версии — он пришёл ещё во времена похода Ермака для завоевания Сибири, разбитые Ермаком татары бежали и один из них осел здесь.
Точной даты основания села нет, но по имеющимся данным — конец XVII в. начало XVIII в. В «Списке населённых мест Пермской губернии» по сведениям 1869 г. значится «…Бичура, деревня по реке Бичур, на расстоянии 62 вёрст от уездного города, 39 вёрст от квартиры станового. Число дворов — 74, число жителей — 482 человека. Главное занятие жителей — земледелие…».
В 1888 году был открыт приход, образованный из деревень Бичур и Кострома. До этого село входило в Антоновский приход.

## Модестовская церковь
В 1878 году был заложен, а в 1888 году был построен деревянный, однопрестольный храм на пожертвования прихожан и усердием доброхотных дателей, был освящён 18 декабря 1888 года во имя Святителя Модеста, Архиепископа Иерусалимского. Иконостас в храме трёхставный, ветхий, купленный за 75 рублей в Аромашевском селе Верхотурского уезда. Притч состоял из двух церковных домов. Храм был закрыт в 1935 году, в советское время снесён, но сохранилась каменная колокольня.

## Школа
в 1885 году была организована смешанная церковно-приходская школа, которая помещалась в собственном здании.

## Население
| 2002 | 2010 | 2021 |
| ---- | ---- | ---- |
| 138  | ↗144 | ↘74  |